# 古賀郵便局
古賀郵便局（こがゆうびんきょく）
- 福岡県古賀市にある郵便局。本記事にて記述する。
- 長崎県長崎市にある郵便局。局番号は76223。

古賀郵便局（こがゆうびんきょく）は、福岡県古賀市にある郵便局である。民営化前の分類では集配普通郵便局であった。

## 概要
住所：〒811-3199 福岡県古賀市中央3-1-1

### 分室
分室はなし。かつて存在した分室は以下のとおり。
- 花見分室 - 1959年（昭和34年）に廃止された。

## 沿革
- 1881年（明治14年）11月18日 - 古賀郵便局（五等）として開設[1]。
- 1885年（明治18年）5月1日 - 貯金取扱を開始[2]。
- 1890年（明治23年）10月16日 - 為替取扱を開始。
- 1916年（大正5年）10月1日 - 保険事務を開始[2]。
- 1926年（大正15年）10月1日 - 郵便年金事務を開始[2]。
- 1952年（昭和27年）11月16日 - 糟屋郡古賀町大字久保に花見分室を設置[3]。
- 1956年（昭和31年）7月1日 - 青柳郵便局から電話交換事務の取扱を移管。
- 1959年（昭和34年）2月1日 - 花見分室を廃止。代替として、同日、古賀花見郵便局を設置。
- 1966年（昭和41年）4月10日 - 電話交換および和文電報配達業務を古賀電報電話局に移管。
- 1972年（昭和47年）3月1日 - 特定郵便局から普通郵便局に局種別改定。
- 1976年（昭和51年）12月6日 - 糟屋郡古賀町（現：古賀市）古賀から、同町久保に局舎を新築、移転。
- 1999年（平成11年） - 外国通貨の両替および旅行小切手の売買に関する業務取扱を開始。
- 2002年（平成14年）10月9日 - 粕屋北部消防本部との間で古賀市内での初期消火・救急態勢に関する覚書を締結。配達用バイクに消火器と救急セットを装備し、局員が配達中に発見した火災やけが人に対する応急対応を行うこととなる[4]。
- 2007年（平成19年）10月1日 - 民営化に伴い、併設された郵便事業古賀支店に一部業務を移管。
- 2012年（平成24年）10月1日 - 日本郵便株式会社発足に伴い、郵便事業古賀支店を古賀郵便局に統合。

## 取扱内容
- 郵便、印紙、ゆうパック、内容証明
- 貯金、為替、振替、振込、国際送金、国債、投資信託
- 生命保険、バイク自賠責保険、自動車保険
- ゆうちょ銀行ATM
- 古賀市内全域の集配業務
- ゆうゆう窓口

## 周辺
- 古賀市役所
- 古賀市中央公民館
- 古賀市立図書館
- 福岡県公立古賀竟成館高等学校
- 西部電機本社・工場
- 国道3号

## アクセス
- JR鹿児島本線 古賀駅から徒歩約6分
- 西鉄バス 古賀駅南口停留所下車
- 九州自動車道 古賀ICから北西へ約3km
- 駐車場あり：18台